# میساک باغبوداریان
میساک باغبوداریان (ارمنی: Միսաք Պաղպուտարեան زادهٔ ۱۹۷۳) آهنگساز و موسیقیدان ارمنی‌تبار اهل سوریه که رهبر ارکستر سمفونیک ملی سوریه است.

## زندگی‌نامه
وی در ۱۹۷۳ در دمشق به دنیا آمد